# Mazangé
Mazangé és un municipi francès, situat al departament del Loir i Cher i a la regió de Centre – Vall del Loira. L'any 2007 tenia 920 habitants.

## Demografia

### Població
El 2007 la població de fet de Mazangé era de 920 persones. Hi havia 372 famílies, de les quals 96 eren unipersonals (56 homes vivint sols i 40 dones vivint soles), 116 parelles sense fills, 128 parelles amb fills i 32 famílies monoparentals amb fills.
La població ha evolucionat segons el següent gràfic:
Habitants censats

### Habitatges
El 2007 hi havia 459 habitatges, 376 eren l'habitatge principal de la família, 55 eren segones residències i 28 estaven desocupats. 448 eren cases i 7 eren apartaments. Dels 376 habitatges principals, 307 estaven ocupats pels seus propietaris, 66 estaven llogats i ocupats pels llogaters i 3 estaven cedits a títol gratuït; 1 tenia una cambra, 29 en tenien dues, 71 en tenien tres, 106 en tenien quatre i 169 en tenien cinc o més. 323 habitatges disposaven pel capbaix d'una plaça de pàrquing. A 158 habitatges hi havia un automòbil i a 190 n'hi havia dos o més.

### Piràmide de població
La piràmide de població per edats i sexe el 2009 era:
| Homes | Edats   | Dones |
| ----- | ------- | ----- |
| 0     | 95 o +  | 0     |
| 4     | 90 a 94 | 8     |
| 8     | 85 a 89 | 4     |
| 0     | 80 a 84 | 0     |
| 16    | 75 a 79 | 24    |
| 24    | 70 a 74 | 24    |
| 28    | 65 a 69 | 16    |
| 20    | 60 a 64 | 28    |
| 16    | 55 a 59 | 12    |
| 24    | 50 a 54 | 32    |
| 16    | 45 a 49 | 16    |
| 68    | 40 a 44 | 36    |
| 28    | 35 a 39 | 40    |
| 24    | 30 a 34 | 28    |
| 24    | 25 a 29 | 32    |
| 16    | 20 a 24 | 12    |
| 20    | 15 a 19 | 16    |
| 32    | 10 a 14 | 20    |
| 44    | 5 a 9   | 24    |
| 32    | 0 a 4   | 40    |

## Economia
El 2007 la població en edat de treballar era de 555 persones, 447 eren actives i 108 eren inactives. De les 447 persones actives 416 estaven ocupades (224 homes i 192 dones) i 31 estaven aturades (14 homes i 17 dones). De les 108 persones inactives 36 estaven jubilades, 40 estaven estudiant i 32 estaven classificades com a «altres inactius».

### Ingressos
El 2009 a Mazangé hi havia 386 unitats fiscals que integraven 968,5 persones, la mediana anual d'ingressos fiscals per persona era de 17.838 €.

### Activitats econòmiques
Dels 37 establiments que hi havia el 2007, 1 era d'una empresa alimentària, 1 d'una empresa de fabricació d'altres productes industrials, 9 d'empreses de construcció, 10 d'empreses de comerç i reparació d'automòbils, 2 d'empreses de transport, 4 d'empreses d'hostatgeria i restauració, 3 d'empreses d'informació i comunicació, 1 d'una empresa financera, 1 d'una empresa de serveis, 3 d'entitats de l'administració pública i 2 d'empreses classificades com a «altres activitats de serveis».
Dels 12 establiments de servei als particulars que hi havia el 2009, 2 eren tallers de reparació d'automòbils i de material agrícola, 2 paletes, 3 guixaires pintors, 2 fusteries, 2 electricistes i 1 perruqueria.
Dels 4 establiments comercials que hi havia el 2009, 2 eren botiges de menys de 120 m², 1 una botiga de menys de 120 m² i 1 una fleca.
L'any 2000 a Mazangé hi havia 27 explotacions agrícoles que ocupaven un total de 1.746 hectàrees.

## Equipaments sanitaris i escolars
L'únic equipament sanitari que hi havia el 2009 era una farmàcia.
El 2009 hi havia una escola elemental integrada dins d'un grup escolar amb les comunes properes formant una escola dispersa.

## Poblacions més properes
El següent diagrama mostra les poblacions més properes.